# Bóng rổ tại Đại hội Thể thao Đông Nam Á 1991
Bóng rổ tại Đại hội Thể thao Đông Nam Á năm 1991 diễn ra tại Araneta Coliseum, Thành phố Quezon (ngoại ô Manila, Philippines), từ 30 tháng 11 đến 4 tháng 12 năm 1991.
Cả hai nội dung nam và nữ đều thi đấu theo thể thức vòng tròn một lượt (round robin):
- Bảng nam gồm 5 đội. Sau khi kết thúc 4 trận đấu, đội Philippines giữ thành tích toàn thắng (4‑0) để giành HCV, Thái Lan khép lại vòng bảng với 3‑1 và nhận HCB, trong khi Malaysia đứng thứ ba với 2‑2, giành HCĐ/
- Bảng nữ có 6 đội tham dự. Thái Lan dẫn đầu với 5‑0, đoạt HCV, thứ hai là Indonesia (4‑1) nhận HCB, và Malaysia xếp thứ ba (3‑2) giành HCĐ .

## Quốc gia tham dự
- Philippines
- Indonesia
- Malaysia
- Myanmar
- Thái Lan
- Singapore

## Giải đấu nam

### Vòng sơ loại
| Team        | Pld | W | L | Pts |
| ----------- | --- | - | - | --- |
| Philippines | 4   | 4 | 0 | 8   |
| Thái Lan    | 4   | 3 | 1 | 7   |
| Malaysia    | 4   | 2 | 2 | 6   |
| Singapore   | 4   | 1 | 3 | 5   |
| Indonesia   | 4   | 0 | 4 | 4   |

| tháng 11 |  | Malaysia | W–L | Indonesia |  | Araneta Coliseum, Quezon City |

| tháng 11 |  | Singapore | L–W | Philippines |  | Araneta Coliseum, Quezon City |

| 29 tháng 11 16:00 |  | Singapore | vs. | Malaysia |  | Araneta Coliseum, Quezon City |

| 29 tháng 11 19:00 |  | Indonesia | vs. | Thái Lan |  | Araneta Coliseum, Quezon City |

| 30 tháng 11 16:00 |  | Malaysia | 67–87 | Thái Lan |  | Araneta Coliseum, Quezon City |

| 30 tháng 11 19:00 | Recap | Philippines                  | 82–59 | Indonesia        |  | Araneta Coliseum, Quezon City Trọng tài: Al Asfour Ahmad (KUW), Chompoo Wachirasrisukanya (THA) |
| 30 tháng 11 19:00 | Recap | Điểm giữa hiệp: 37–30, 45–29 |       |                  |  | Araneta Coliseum, Quezon City Trọng tài: Al Asfour Ahmad (KUW), Chompoo Wachirasrisukanya (THA) |
| 30 tháng 11 19:00 | Recap | Điểm: Meneses, Limpot 18     |       | Điểm: Sukarna 11 |  | Araneta Coliseum, Quezon City Trọng tài: Al Asfour Ahmad (KUW), Chompoo Wachirasrisukanya (THA) |

| 1 tháng 12 16:00 |                              | Indonesia | 62–73             | Singapore |  | Araneta Coliseum, Quezon City Trọng tài: Conrado Mercado (PHI), Bryan Tabanag (PHI) |
| 1 tháng 12 16:00 | Điểm giữa hiệp: 25–38, 37–35 |           |                   |           |  | Araneta Coliseum, Quezon City Trọng tài: Conrado Mercado (PHI), Bryan Tabanag (PHI) |
| 1 tháng 12 16:00 | Điểm: Riftki 19              |           | Điểm: Lua M.K. 21 |           |  | Araneta Coliseum, Quezon City Trọng tài: Conrado Mercado (PHI), Bryan Tabanag (PHI) |

| 1 tháng 12 19:00 | Recap | Thái Lan                     | 55–92 | Philippines     |  | Araneta Coliseum, Quezon City Trọng tài: Rashad Amin (EGY), Abdul Rachman (INA) |
| 1 tháng 12 19:00 | Recap | Điểm giữa hiệp: 30–52, 25–40 |       |                 |  | Araneta Coliseum, Quezon City Trọng tài: Rashad Amin (EGY), Abdul Rachman (INA) |
| 1 tháng 12 19:00 | Recap | Điểm: Phairotrpiraphaisan 14 |       | Điểm: Limpot 19 |  | Araneta Coliseum, Quezon City Trọng tài: Rashad Amin (EGY), Abdul Rachman (INA) |

| 2 tháng 12 16:00 |                              | Thái Lan | 79–65             | Singapore |  | Araneta Coliseum, Quezon City Trọng tài: Rolando Ocampo (PHI), Reynaldo Mata (PHI) |
| 2 tháng 12 16:00 | Điểm giữa hiệp: 47–40, 32–25 |          |                   |           |  | Araneta Coliseum, Quezon City Trọng tài: Rolando Ocampo (PHI), Reynaldo Mata (PHI) |
| 2 tháng 12 16:00 | Điểm: Songpop 30             |          | Điểm: Teo C.E. 18 |           |  | Araneta Coliseum, Quezon City Trọng tài: Rolando Ocampo (PHI), Reynaldo Mata (PHI) |

| 2 tháng 12 19:00 | Recap | Philippines                  | 87–69 | Malaysia          |  | Araneta Coliseum, Quezon City Trọng tài: Al Asfour Ahmad (KUW), Abdul Rachman (INA) |
| 2 tháng 12 19:00 | Recap | Điểm giữa hiệp: 47–33, 40–36 |       |                   |  | Araneta Coliseum, Quezon City Trọng tài: Al Asfour Ahmad (KUW), Abdul Rachman (INA) |
| 2 tháng 12 19:00 | Recap | Điểm: Limpot 25              |       | Điểm: Tan K.C. 21 |  | Araneta Coliseum, Quezon City Trọng tài: Al Asfour Ahmad (KUW), Abdul Rachman (INA) |

### Tranh huy chương đồng
| 4 tháng 12 15:30 |                              | Malaysia | 103–80             | Singapore |  | Araneta Coliseum, Quezon City Trọng tài: Conrado Mercado (PHI), Bryan Tabanag (PHI) |
| 4 tháng 12 15:30 | Điểm giữa hiệp: 47–33, 40–36 |          |                    |           |  | Araneta Coliseum, Quezon City Trọng tài: Conrado Mercado (PHI), Bryan Tabanag (PHI) |
| 4 tháng 12 15:30 | Điểm: Tan K.C. 24            |          | Điểm: Chua K.E. 16 |           |  | Araneta Coliseum, Quezon City Trọng tài: Conrado Mercado (PHI), Bryan Tabanag (PHI) |

### Chung kết
| 4 tháng 12 18:30 | Recap | Philippines                  | 77–72 | Thái Lan         |  | Araneta Coliseum, Quezon City Trọng tài: Rashad Amin (EGY), Al Asfour Ahmad (KUW) |
| 4 tháng 12 18:30 | Recap | Điểm giữa hiệp: 46–34, 31–38 |       |                  |  | Araneta Coliseum, Quezon City Trọng tài: Rashad Amin (EGY), Al Asfour Ahmad (KUW) |
| 4 tháng 12 18:30 | Recap | Điểm: Limpot 28              |       | Điểm: Homlaor 14 |  | Araneta Coliseum, Quezon City Trọng tài: Rashad Amin (EGY), Al Asfour Ahmad (KUW) |

## Giải đấu nữ

### Vòng sơ loại
| Team        | Pld | W | L | Pts |
| ----------- | --- | - | - | --- |
| Thái Lan    | 5   | 5 | 0 | 10  |
| Indonesia   | 5   | 4 | 1 | 9   |
| Philippines | 5   | 3 | 2 | 8   |
| Malaysia    | 5   | 2 | 3 | 7   |
| Myanmar     | 5   | 1 | 4 | 6   |
| Singapore   | 5   | 0 | 5 | 5   |

| 30 tháng 11 13:00 |                              | Indonesia | 71–57              | Singapore |  | Araneta Coliseum, Quezon City Trọng tài: Manuel Salonga (PHI), Bryan Tabanag (PHI) |
| 30 tháng 11 13:00 | Điểm giữa hiệp: 42–31, 29–26 |           |                    |           |  | Araneta Coliseum, Quezon City Trọng tài: Manuel Salonga (PHI), Bryan Tabanag (PHI) |
| 30 tháng 11 13:00 | Điểm: Legawa 22              |           | Điểm: Norlilina 21 |           |  | Araneta Coliseum, Quezon City Trọng tài: Manuel Salonga (PHI), Bryan Tabanag (PHI) |

| 30 tháng 11 14:30 |                              | Malaysia | 103–71        | Myanmar |  | Araneta Coliseum, Quezon City Trọng tài: Reynaldo Mata (PHI), Privado Tabanag (PHI) |
| 30 tháng 11 14:30 | Điểm giữa hiệp: 54–14, 49–47 |          |               |         |  | Araneta Coliseum, Quezon City Trọng tài: Reynaldo Mata (PHI), Privado Tabanag (PHI) |
| 30 tháng 11 14:30 | Điểm: Lew P.M. 18            |          | Điểm: Thew 23 |         |  | Araneta Coliseum, Quezon City Trọng tài: Reynaldo Mata (PHI), Privado Tabanag (PHI) |

| 30 tháng 11 17:30 |                              | Thái Lan | 78–62            | Philippines |  | Araneta Coliseum, Quezon City Trọng tài: Rashad Amin (EGY), Abdul Rachman (INA) |
| 30 tháng 11 17:30 | Điểm giữa hiệp: 35–31, 43–31 |          |                  |             |  | Araneta Coliseum, Quezon City Trọng tài: Rashad Amin (EGY), Abdul Rachman (INA) |
| 30 tháng 11 17:30 | Điểm: Thanomsup 19           |          | Điểm: Columna 18 |             |  | Araneta Coliseum, Quezon City Trọng tài: Rashad Amin (EGY), Abdul Rachman (INA) |

| 1 tháng 12 13:00 |                              | Myanmar | 55–91           | Thái Lan |  | Araneta Coliseum, Quezon City Trọng tài: Estifanio Bermos (PHI), Privado Tabanag (PHI) |
| 1 tháng 12 13:00 | Điểm giữa hiệp: 23–39, 32–52 |         |                 |          |  | Araneta Coliseum, Quezon City Trọng tài: Estifanio Bermos (PHI), Privado Tabanag (PHI) |
| 1 tháng 12 13:00 | Điểm: Thwe 19                |         | Điểm: Rattna 27 |          |  | Araneta Coliseum, Quezon City Trọng tài: Estifanio Bermos (PHI), Privado Tabanag (PHI) |

| 1 tháng 12 14:30 |                              | Philippines | 100–66           | Singapore |  | Araneta Coliseum, Quezon City Trọng tài: Al Refur Ahmad (KUW), U. Somkiat (THA) |
| 1 tháng 12 14:30 | Điểm giữa hiệp: 51–34, 49–32 |             |                  |           |  | Araneta Coliseum, Quezon City Trọng tài: Al Refur Ahmad (KUW), U. Somkiat (THA) |
| 1 tháng 12 14:30 | Điểm: Amos 22                |             | Điểm: Ng S.H. 19 |           |  | Araneta Coliseum, Quezon City Trọng tài: Al Refur Ahmad (KUW), U. Somkiat (THA) |

| 1 tháng 12 17:30 |                              | Indonesia | 58–49               | Malaysia |  | Araneta Coliseum, Quezon City Trọng tài: Manuel Salonga (PHI), Reynaldo Mata (PHI) |
| 1 tháng 12 17:30 | Điểm giữa hiệp: 14–25, 44–24 |           |                     |          |  | Araneta Coliseum, Quezon City Trọng tài: Manuel Salonga (PHI), Reynaldo Mata (PHI) |
| 1 tháng 12 17:30 | Điểm: Yuliga 19              |           | Điểm: Cheat K.N. 14 |          |  | Araneta Coliseum, Quezon City Trọng tài: Manuel Salonga (PHI), Reynaldo Mata (PHI) |

| 2 tháng 12 13:00 |                              | Thái Lan | 90–39            | Singapore |  | Araneta Coliseum, Quezon City Trọng tài: Manuel Salonga (PHI), Estifanio Bermos (PHI) |
| 2 tháng 12 13:00 | Điểm giữa hiệp: 41–20, 49–19 |          |                  |           |  | Araneta Coliseum, Quezon City Trọng tài: Manuel Salonga (PHI), Estifanio Bermos (PHI) |
| 2 tháng 12 13:00 | Điểm: Malimon 13             |          | Điểm: Ng S.H. 14 |           |  | Araneta Coliseum, Quezon City Trọng tài: Manuel Salonga (PHI), Estifanio Bermos (PHI) |

| 2 tháng 12 14:30 |                              | Myanmar | 48–98            | Indonesia |  | Araneta Coliseum, Quezon City Trọng tài: Conrado Mercado (PHI), Bryan Tabanag (PHI) |
| 2 tháng 12 14:30 | Điểm giữa hiệp: 20–41, 28–57 |         |                  |           |  | Araneta Coliseum, Quezon City Trọng tài: Conrado Mercado (PHI), Bryan Tabanag (PHI) |
| 2 tháng 12 14:30 | Điểm: Thein, Thwa 12         |         | Điểm: Suryana 16 |           |  | Araneta Coliseum, Quezon City Trọng tài: Conrado Mercado (PHI), Bryan Tabanag (PHI) |

| 2 tháng 12 17:30 |                              | Philippines | 65–49            | Malaysia |  | Araneta Coliseum, Quezon City Trọng tài: Rashad Amin (EGY), Chompoo Wachirasrisukanya (THA) |
| 2 tháng 12 17:30 | Điểm giữa hiệp: 35–23, 30–26 |             |                  |          |  | Araneta Coliseum, Quezon City Trọng tài: Rashad Amin (EGY), Chompoo Wachirasrisukanya (THA) |
| 2 tháng 12 17:30 | Điểm: Pastor 15              |             | Điểm: Lew P.M. 8 |          |  | Araneta Coliseum, Quezon City Trọng tài: Rashad Amin (EGY), Chompoo Wachirasrisukanya (THA) |

### Tranh huy chương đồng
| 4 tháng 12 14:00 |                              | Malaysia | 88–79            | Philippines |  | Araneta Coliseum, Quezon City Trọng tài: U. Somkiat (THA), Chompoo Wachirasrisukanya (THA) |
| 4 tháng 12 14:00 | Điểm giữa hiệp: 46–40, 42–39 |          |                  |             |  | Araneta Coliseum, Quezon City Trọng tài: U. Somkiat (THA), Chompoo Wachirasrisukanya (THA) |
| 4 tháng 12 14:00 | Điểm: Koh 16                 |          | Điểm: Columna 24 |             |  | Araneta Coliseum, Quezon City Trọng tài: U. Somkiat (THA), Chompoo Wachirasrisukanya (THA) |

### Chung kết
| 4 tháng 12 17:00 |                              | Indonesia | 54–65           | Thái Lan |  | Araneta Coliseum, Quezon City Trọng tài: Romeo Guevara (PHI), Rolando Ocampo (PHI) |
| 4 tháng 12 17:00 | Điểm giữa hiệp: 26–32, 28–33 |           |                 |          |  | Araneta Coliseum, Quezon City Trọng tài: Romeo Guevara (PHI), Rolando Ocampo (PHI) |
| 4 tháng 12 17:00 | Điểm: Tan 17                 |           | Điểm: Lekkla 21 |          |  | Araneta Coliseum, Quezon City Trọng tài: Romeo Guevara (PHI), Rolando Ocampo (PHI) |

## Vô địch
| Bóng rổ nam tại Đại hội Thể thao Đông Nam Á 1991 |
| ------------------------------------------------ |
| · Philippines · Lần huy chương vàng thứ 7        |

| Bóng rổ nữ tại Đại hội Thể thao Đông Nam Á 1991 |
| ----------------------------------------------- |
| · Thái Lan · Lần huy chương vàng đầu tiên       |

## Bảng huy chương
| Hạng               | Đoàn               | Vàng | Bạc | Đồng | Tổng số |
| ------------------ | ------------------ | ---- | --- | ---- | ------- |
| 1                  | Thái Lan           | 1    | 1   | 0    | 2       |
| 2                  | Philippines        | 1    | 0   | 0    | 1       |
| 3                  | Indonesia          | 0    | 1   | 0    | 1       |
| 4                  | Malaysia           | 0    | 0   | 2    | 2       |
| Tổng số (4 đơn vị) | Tổng số (4 đơn vị) | 2    | 2   | 2    | 6       |